# الدوري الألماني لكرة القدم الأمريكية 2019
الدوري الألماني لكرة القدم الأمريكية 2019 (بالألمانية: German Football League 2019)‏ هو الموسم 41 من الدوري الألماني لكرة القدم الأمريكية. أقيم خلال الفترة 27 أبريل 2019 وحتى 12 أكتوبر 2019، وكان عدد الأندية المشاركة فيه 16، وفاز فيه نيويوركر ليونز.